# تصنيف مناخ

نظام ليزلي هولدريدج لتصنيف المناطق الحيوية وهو في الأساس نظام تصنيف مناخي.

أنظمة التصنيف المناخي هي طرق لتصنيف مناخات العالم. قد يرتبط تصنيف المناخ ارتباطاً وثيقاً بتصنيف إقليم أحيائي، لأن المناخ له تأثير كبير على الحياة البيولوجية في المنطقة. ربما يكون تصنيف كوبن للمناخ التصنيف الأكثر شيوعاً.
تتضمن تصنيفات المناخ الأنظمة التالية:
- قرينة القحولة
- تصنيف أليسوف للمناخ
- تصنيف بيرغ للمناخ
- تصنيف كوبن للمناخ
- Holdridge life zone classification
- تصنيف لوير للمناخ
- تصنيف ستراهلر للمناخ
- تصنيف ثرونثويت للمناخ
- تصنيف تريوارثا للمناخ
- تصنيف ترول للمناخ
- تصنيف فاهل للمناخ